# ست برکت
ست برکت (انگلیسی: Seth Burkett؛ زادهٔ ۱۴ مارس ۱۹۹۱) بازیکن فوتبال اهل بریتانیا است.
از باشگاه‌هایی که در آن بازی کرده‌است می‌توان به باشگاه فوتبال مارس تاون یونایتد و باشگاه فوتبال استمفورد اشاره کرد.